# Діана Каренне
Діана Каренне (народилася Леукадія Констанція , 22 липня 1897 , Данциг, Німецька імперія і Київ  — 14 жовтня 1940 або 18 жовтня 1968 , Аахен, Третій Райх і Лозанна ) — польська кіноактриса та режисер.  Вона з'явилася в більш ніж 40 фільмах між 1916 і 1940 роками. Поранена в результаті бомбардувального нападу в Другій світовій війні на Аахен (Екс-ля-Шапель) у липні 1940 року, після трьох місяців перебування в комі, вона померла в жовтні того ж року, не повернувшись до свідомості.

## Фільми
- Софія ді Кравонія (1916) (за мотивами книги Антонія Надії)
- «Викуп»[en] (1919 р.)
- Міс Дороті (1920)
- Софія Кравонія; або, Діва Паризька (1920) (як Діана Карені) (за мотивами книги Ентоні Хоуп)
- Граючись з вогнем (1921)
- «Марія Антуанетта, кохання короля[en]» (1922)
- «Бідний грішнік[en]» (1923)
- Дружина сорока років (1925)
- «Кохання Казанови[en]» (1927)
- «Золота жилка[en]» (1928)
- Пішакі пристрасті (1928)
- Жінка зі стилем (1928)
- Білі троянди Равенсберг (1929)
- «Намисто королеви»[en] (1929)